# Miedź Legnica

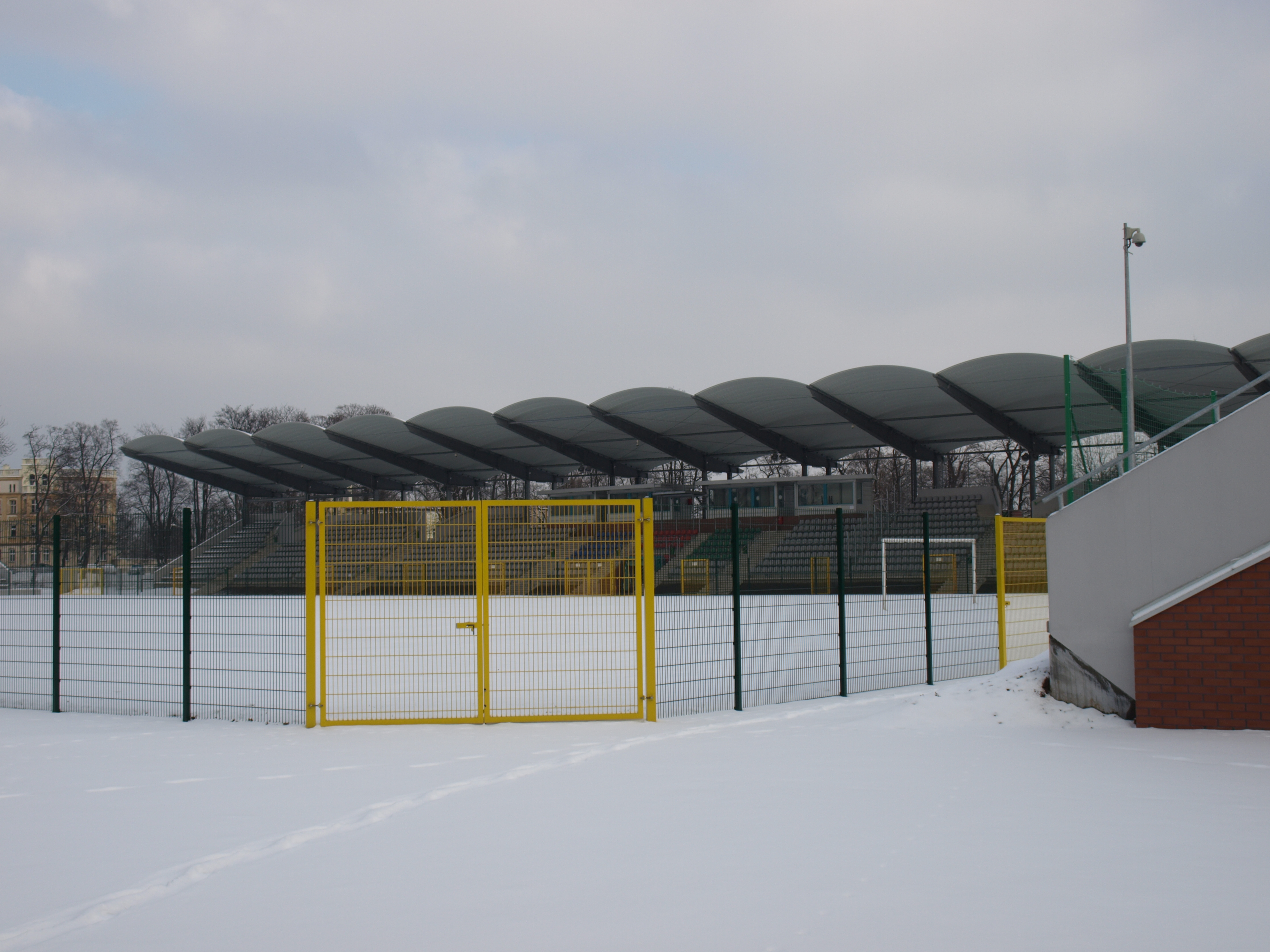
White Eagle Stadium.

Miedź Legnica är en fotbollsklubb från Legnica i Polen. 2018 avancerade laget till polska ligan för första gången.

## Kända spelare
- Petteri Forsell
- Marcos García
- Henrik Ojamaa